# La pietra che scotta
La pietra che scotta (The Hot Rock) è un film del 1972 diretto da Peter Yates, tratto dal romanzo Gli ineffabili cinque del 1970 di Donald E. Westlake.
Con la colonna sonora del grande Quincy Jones, è un affresco divertente e realistico dell'America degli anni settanta.

## Trama
Appena uscito dal carcere, il nevrotico e abile ladro Dortmunder viene coinvolto dall'esuberante cognato Kelp nel furto di un diamante, conteso tra due litigiosi staterelli africani, per conto dell'ambasciatore di uno di essi, insieme a due avventurieri. Riuscito il furto, il diamante viene perso per un disguido e la banda inizia una serie di peripezie, comiche e spettacolari, per recuperarlo e consegnarlo al committente del furto. Quando i quattro si accorgono che quest'ultimo li ha scavalcati e si è accordato con il furbo padre di uno di loro, rientrano rocambolescamente in possesso del diamante e lo tengono per loro. Spettacolare l'ultima scena, quando Dortmunder entra in possesso del diamante proprio qualche minuto prima dell'arrivo dei rivali e raggiunge guardingo l'autovettura dove lo aspettano gli altri, che lo salutano con un urlo liberatorio.